# 달빛 길어올리기
"달빛 길어올리기"는 임권택 감독의 101번째 작품으로 2011년에 개봉한 대한민국의 영화이다. 영화의 촬영지는 무주 구천동이며 한지를 소재로 하였다.

## 줄거리
필용은 과거 외도로 인해 뇌졸중으로 반신불수가 된 아내 효경을 볼 때마다 죄책감에 시달리는 평범한 공무원이다. 그러던 중 그는 전주 한지 산업을 되살리라는 임무를 맡게 되면서 삶의 새로운 목적을 발견한다. 한지는 닥나무로 만든 한국 전통 종이로, 아름다움과 유연성, 뛰어난 품질로 아시아에서 명성이 높으며 천 년 동안 보존될 수 있다고 알려져 있다. 필용은 처음에는 승진을 위한 수단으로 이 일에 매달리지만, 점차 한지의 아름다움에 매료되어 열정을 쏟게 된다. 그는 다큐멘터리 영화감독 지원과 같은 한지 제작에 헌신하는 사람들과 함께 달빛 아래 전통 한지 제작 방식을 재현하는 과정에 참여하며 깊은 감동을 느낀다.

## 캐스팅
- 박중훈 : 필용 역
- 강수연 : 지원 역
- 예지원 : 효경 역
- 안병경 : 덕순 역
- 장항선 : 도암스님 역
- 정우혁 : 과장 역
- 임승대 : 계장 역
- 황춘하 : 서기 역
- 민도영 : 서기보 역
- 진경 : 여과장 역
- 한수연 : 다영 역
- 권현상 : 용기 역
- 민경진 : 오경민 역
- 김기천 : 김춘병 역
- 권태원 : 권 사장 역
- 방은미 : 황경자 역
- 김병춘 : 천장인 역
- 박민희 : 민 사장 역
- 박길수 : 골동품상 주인 역
- 정재진 : 외발장인 역
- 노준호 : 관리공단 직원 역
- 송하진 : 시장 역 (특별출연)
- 장제국 : 국장 역 (특별출연)
- 김동호 : 김중권 역 (특별출연)
- 김영빈 : 필용 형 역 (특별출연)
- 민병록 : 박 사장 역 (특별출연)
- 송길한 : 필용 아버지 역 (특별출연)
- 조현진 : 조 박사 역 (특별출연)
- 김형진 : 김 교수 역 (특별출연)
- 홍성덕 : 홍 교수 역 (특별출연)
- 김병기 : 김춘기 교수 역 (특별출연)
- 김명은 : 김춘기 교수 제자 역 (특별출연)
- 눌암 동안 스님 : 사경 스님 역 (특별출연)
- 유배근 : 발장인 역 (특별출연)
- 서정민 : 발장인 부인 역 (특별출연)
- 최영재 : 제일한지 사장 역 (특별출연)
- 양복규 : 동아당 한약방 의사 역 (특별출연)
- 김석란 : 인쇄소 대표 역 (특별출연)
- 김삼식 : 다큐 속 장인 역 (특별출연)
- 김춘호 : 다큐 속 조수 역 (특별출연)
- 나서환 : 지승공예 선생님 역 (특별출연)
- 박강덕 : 형사 역 (특별출연)
- 곽정훈 : 종이접기 선생님 역 (특별출연)
- 신일균 : 의사 역 (특별출연)
- 박신태 : 덕순 대역 (특별출연)
- 강광호 : 실험실 연구원 역 (특별출연)
- 최유리 : 실험실 연구원 역 (특별출연)
- 최승연 : 병원 학생 역 (특별출연)
- 최원형 : 나레이션 성우 역 (특별출연)
- 채령 : 지공예공방 주인 역 (특별출연)